# Old Mill (Toronto Subway)

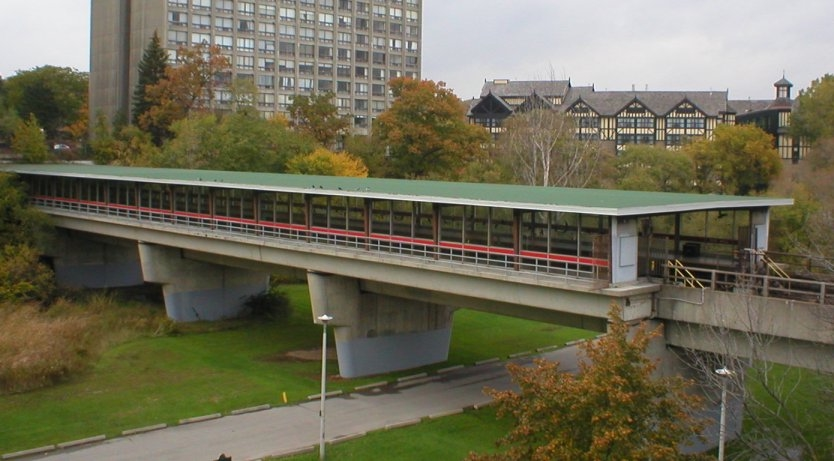
Oberirdischer Teil der Station Old Mill

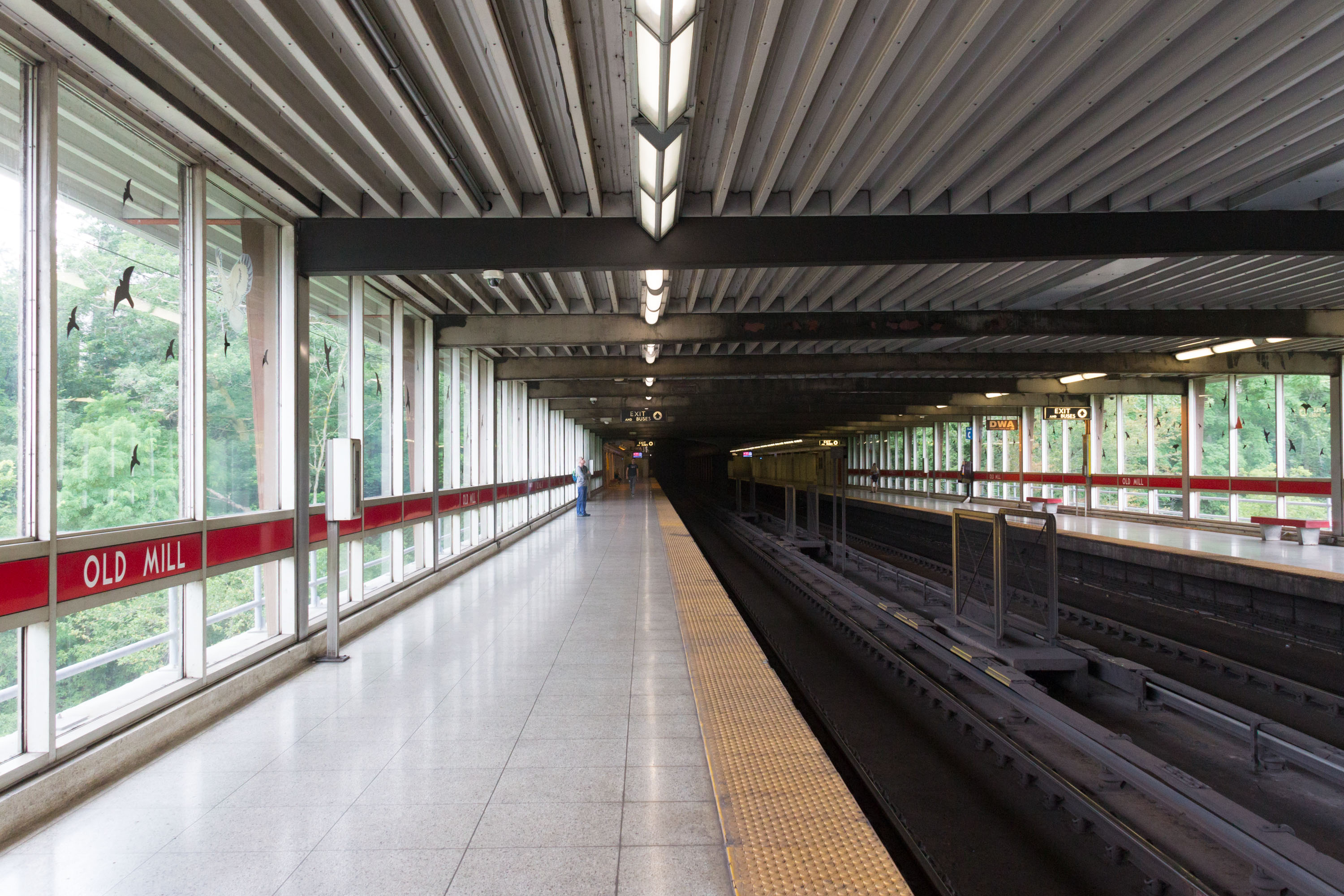
Bahnsteig

Old Mill ist eine U-Bahn-Station in Toronto. Sie liegt an der Bloor-Danforth-Linie der Toronto Subway, an der Kreuzung von Bloor Street und Old Mill Terrace. Die Station besitzt Seitenbahnsteige und wird täglich von durchschnittlich 7.750 Fahrgästen genutzt (2018). Es kann zu einer Buslinie der Toronto Transit Commission (TTC) umgestiegen werden.
Die Station befindet sich in einer Flussschlaufe des Humber River nahe dem Friedhof Park Lawn. Während der westliche Stationsteil unterirdisch ist, liegt der östliche Teil auf einer Brücke über den Fluss. Östlich des Flusses verläuft die Strecke wiederum in einem Tunnel. Glasfenster entlang der Bahnsteige ermöglichen einen Blick auf das parkartige Flusstal.
Die Eröffnung der Station erfolgte am 10. Mai 1968, zusammen mit dem Abschnitt Keele – Islington. Am 8. Dezember 2000 wurde die Station durch einen Brand beschädigt, als kurz vor Betriebsschluss eine brennende Zigarette den Inhalt eines Abfallsammelwaggons entzündete. Als Folge dieses Zwischenfalls verzichtete die TTC auf den weiteren Einsatz und lässt den Abfall seither von Lastwagen abtransportieren.